# Доу!
Доу! ("D'oh!") је комична узречица Хомера Симпсона, из америчке анимиране серије Симпсонови. Реч се изговара углавном када Хомер повреди сам себе, када схвати да је урадио нешто глупо или кад му се деси нешто лоше. У неким ситуацијама и други ликови из серије изговарају ту реч, углавном Барт.